# 布伦瑞克的小克里斯蒂安
布倫瑞克-沃爾芬比特爾的小克里斯蒂安（德語：Christian von Braunschweig-Wolfenbüttel，1599年9月20日－1626年6月16日），韋爾夫家族的成員，名義上的不倫瑞克-呂訥堡公爵和哈爾伯施塔特采邑主教區的行政長官，是三十年戰爭早期的德意志新教軍事領袖，與哈布斯堡皇室、西班牙哈布斯堡和天主教聯盟的勢力作戰。